# Късопипална барония
Късопипалната барония (Baronia brevicornis) е вид пеперуда от семейство Лястовичи опашки (Papilionidae). Видът е почти застрашен от изчезване.

## Разпространение
Разпространен е в Мексико.